# Японская дубовая павлиноглазка
Японская дубовая павлиноглазка или японский дубовый шелкопряд  (лат. Antheraea yamamai) — бабочка семейства Павлиноглазки.

## Название
Данный вид бабочек порой носит в русском языке название «японского дубового шелкопряда», которое закрепилось за ним из-за того, что его коконы использовали в шелководстве. Однако бабочки данного вида не относятся к семейству истинных шелкопрядов и являются представителями другого семейства павлиноглазок.

## Описание

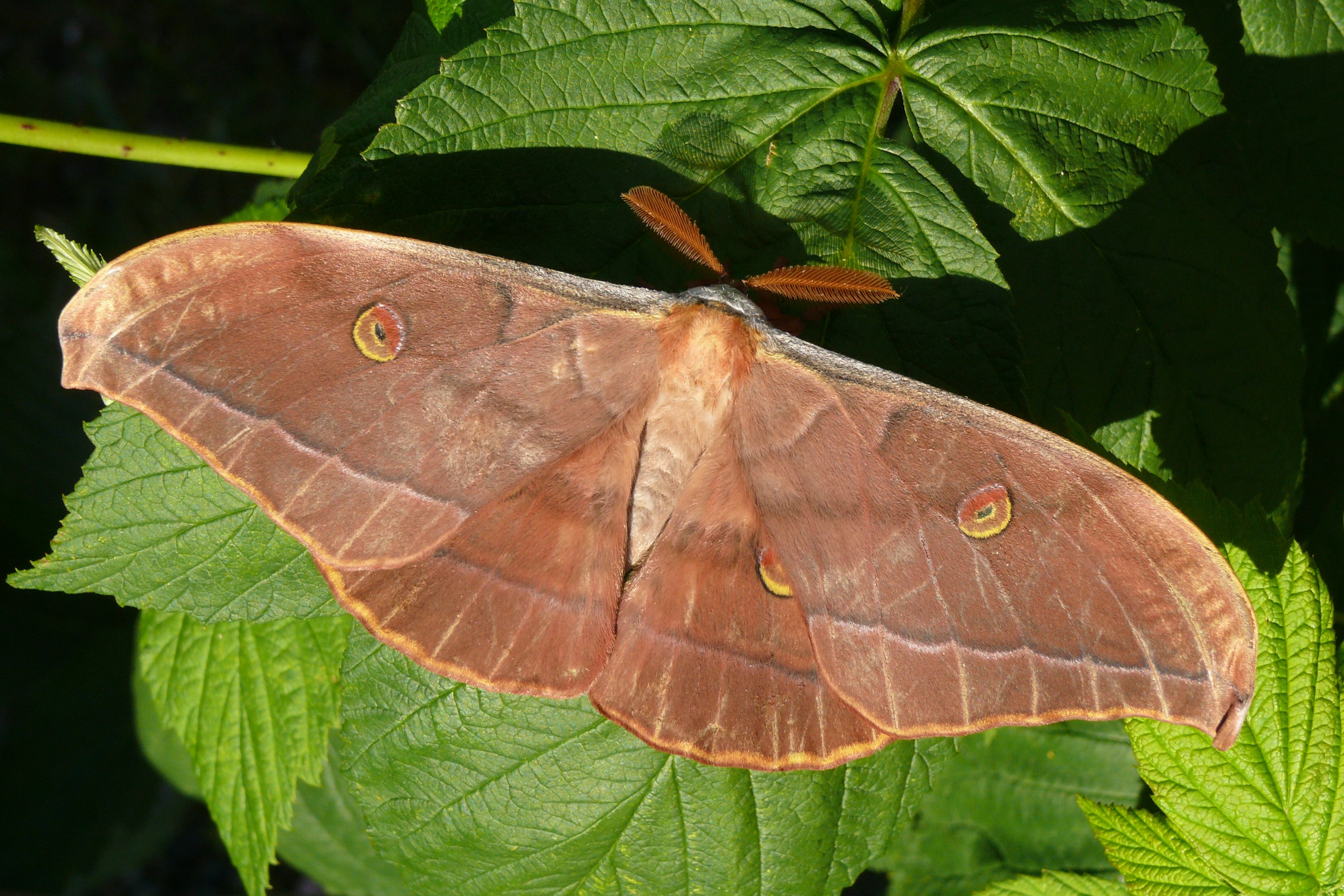
Самец

Размах крыльев 110—150 мм. Окраска крыльев вариабельная, они могут быть желтыми или желтовато-серо-коричневыми, затемненными по наружному краю. Усики двусторонне-перистые. Костальный край передних крыльев слегка вдавлен у основания, круто выгнут перед серповидно приострённой вершиной, розовато- или коричневато-серый. На переднем крыле жилка R тонкая, отходит самостоятельной ветвью. Жилка M2 на общем стебле с R5+M1. Каждое крыло с крупным глазчатым пятном округлой формы с прозрачным центром.

## Ареал

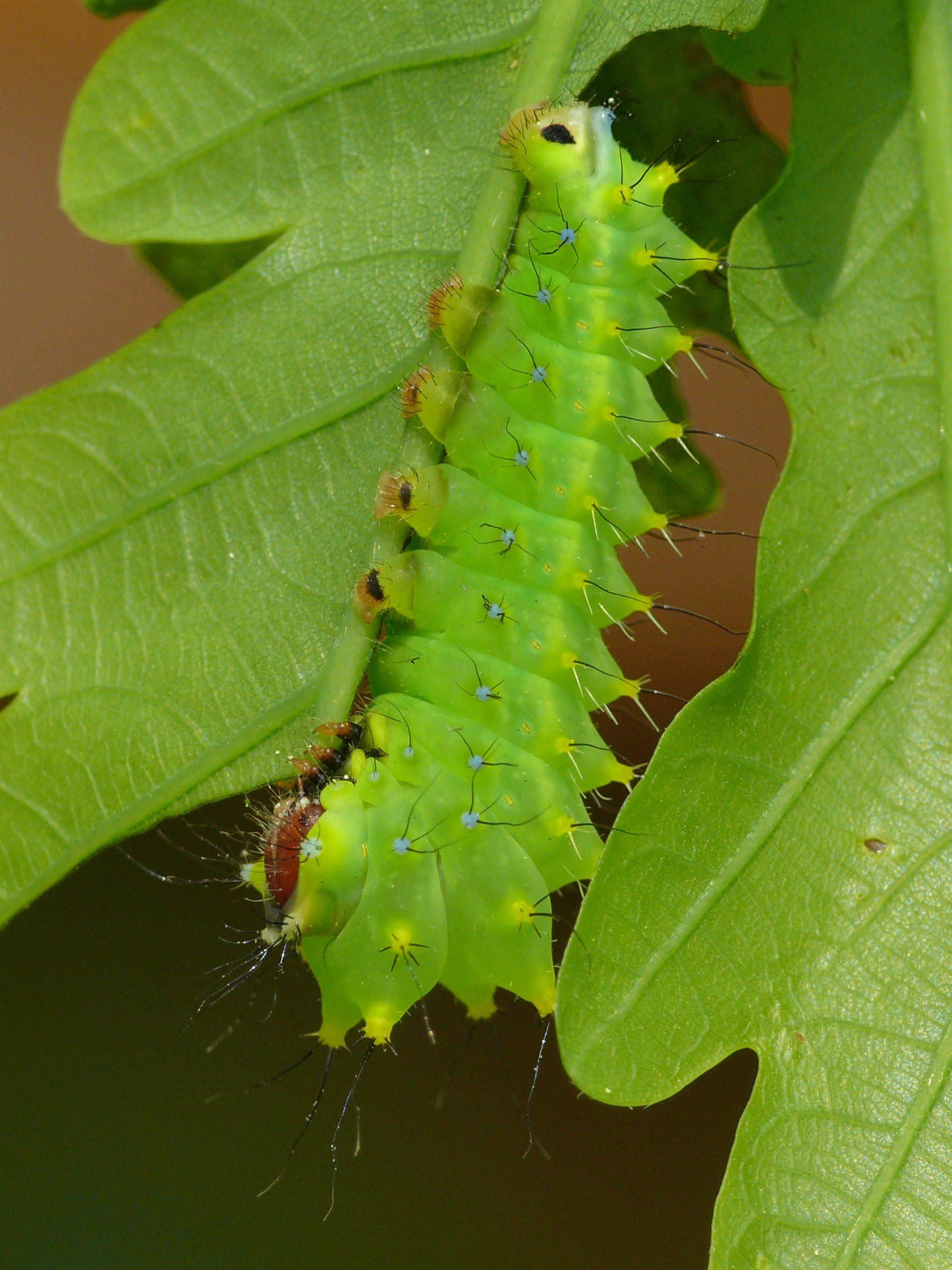
Гусеница

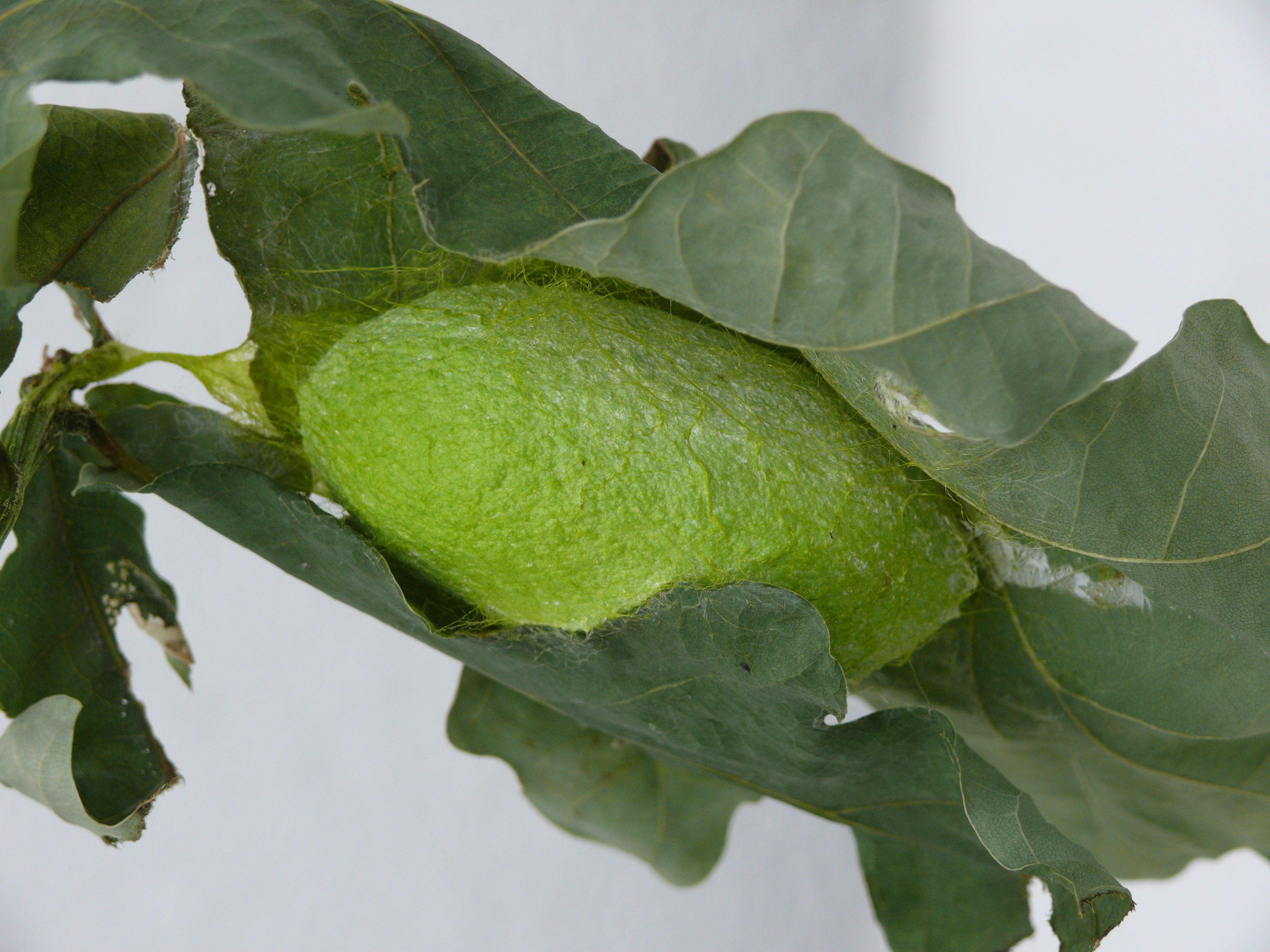
Кокон

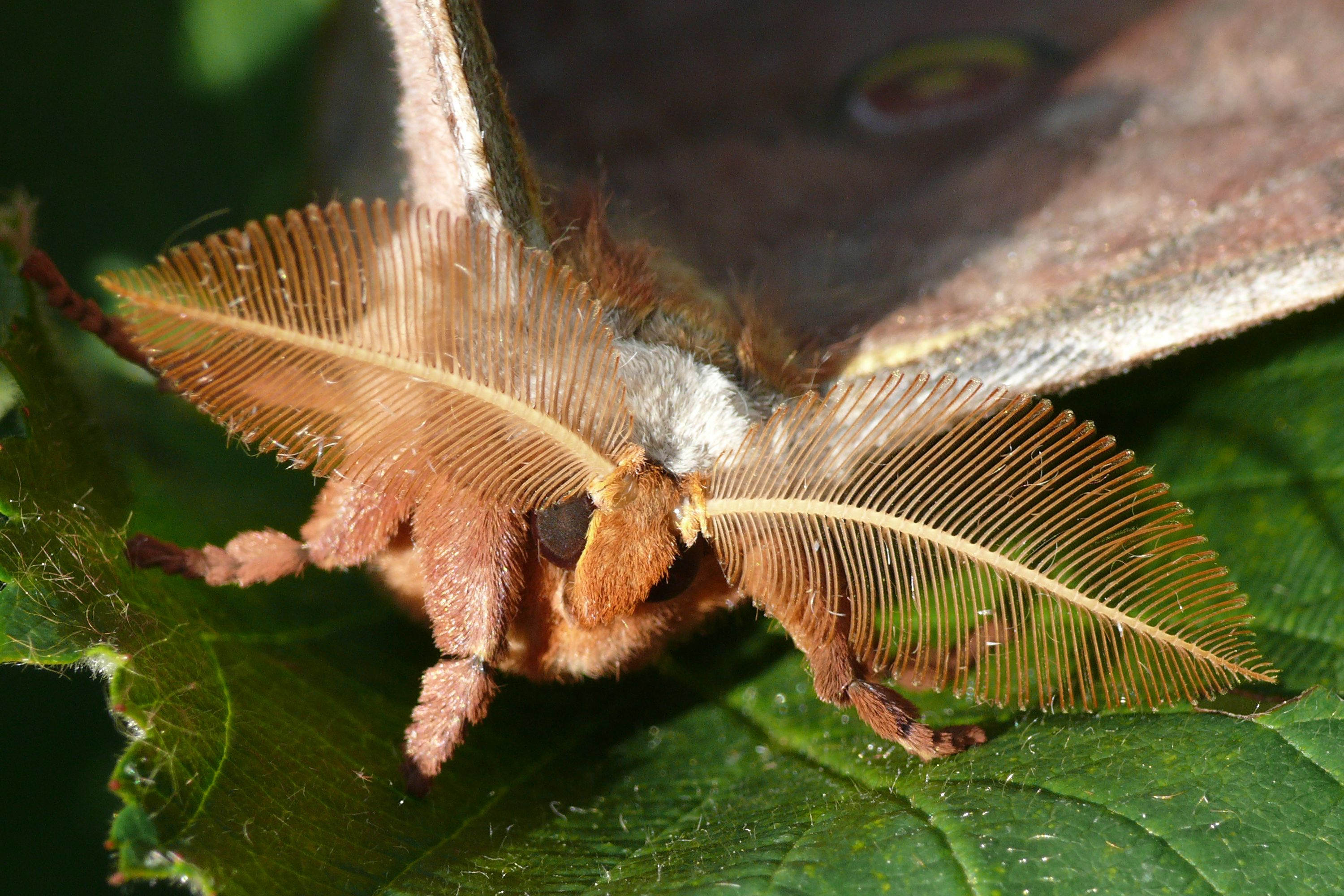
Усики крупным планом

Описана из Японии, обитает также в Китае, Корее и на юге российского Дальнего Востока, откуда известна от Благовещенска по долине реки Амур до Киселёвки в Ульчском районе Хабаровского края; встречается также в долине реки Уссури и почти по всему Приморскому краю. Вид был импортирован в Европу и на сегодняшний день акклиматизирован и распространён в Юго-Восточной и Центральной Европе.

## Время лёта
Бабочки летают с конца июля до конца августа в зависимости от места обитания.

## Размножение
Бабочки дают одно поколение в год. Зелено-желтые гусеницы питаются в основном листьями дуба, каштана и граба. Зимуют в стадии куколки (грены)[уточнить].

## Экономическое значение
Используется в шелководстве. Этот вид выращивается в Японии уже более 1000 лет. Кокон легко разматывается. Шелковая нить, полученная из него, мягкая, толстая, блестящая. По прочности равна нити тутового шелкопряда, а по эластичности превосходит её.